# Рентабельність активів
Рентабельність активів (англ. return on assets (ROA)) — фінансовий коефіцієнт, що характеризує ефективність використання всіх активів підприємства.

## Розрахунок
Рентабельність активів розраховується як частка від ділення чистого прибутку або прибутку від звичайної діяльності до оподаткування, на середньорічну величину активів.  Тобто показує скільки прибутку припадає на одну гривню активів.
{\displaystyle \mathrm {ROA} =\left({\frac {\mathrm {Net\ Profit} }{\mathrm {(Assets1+Assets2)/2} }}\right)*100\%},
де Net Profit - чистий прибуток або прибуток до оподаткування (рядок 220 або 170, форми 2; для малих підприємств рядок 150 форми 2), Assets1 та Assets2  — активи на початок і кінець звітного періоду відповідно, (рядок 280, балансу підприємства).